# MTV+
MTV+ je lokální verze hudebního a zábavního kanálu MTV Řecko, dostupná v řecké Soluni. Kanál začal vysílat 18. září 2009, náhradou za dřívější lokální hudební kanál. Program kanálu je podobný hlavní řecké MTV. Má stejné logo, identy a proma jako ostatní MTV, a stala se prvním "adoptovaným" kanálem MTV.
Spouštěcí party se konala ve "Vogue" Clubu v Soluni 17. prosince 2009, hostem byla britská taneční skupina Freemasons a jiné řecké skupiny jako C:Real, Stavento a jiné.